# Reformátorok tere
A Reformátorok tere a reformáció 500. évfordulójára épült 12 000 négyzetméteres emlék- és szabadidőpark Budapest XVI. kerületében, amelyben R. Törley Mária szobrászművész reformáció-emlékműve, egy 17 méter magas kilátó, egy kávézó és mellette – a korábbi községi kavics- és homokbánya helyén – egy játszó- és közösségi tér kap helyet. A keleti felső területet és az azon található szoborkompozíciót 2017. október 29-én, a játszóparkot 2019. október 11-én avatták fel.

## Fekvése
Budapest XVI. kerületében a Homokdomb utca – Sashalom utca – Milán utca – Rákóczi út által határolt területen található a budai Várheggyel közel azonos  tengerszint feletti magasságban fekvő rákosszentmihályi városrészben, Sashalom határán, a református templom szomszédságában.

### Megközelítése
A Havashalom parkból átkötő gyalogos sétány vezet át a református templom mellett.
Tömegközlekedéssel:
- a 92-es vagy 92A busszal, leszállás a Budapesti útnál (onnan 400 méter séta)
- a 144-es, 174-es, 244-es, 419-es, valamint a 996-os busszal, leszállás a Batthyány utcánál (onnan gyalog 700 méter)
- a 277-es busszal, valamint a 931-es busszal leszállás a Budapesti útnál (onnan gyalog 600 méter)
- a H8-as és H9-es HÉV és 92-es busz kombinációval (átszállás a Sashalom megállóhelynél)

## A területről
A területen korábban községi kavics- és homokbánya volt, amit közepénél egy 15–18 méter mély letörésként választ ketté a valamikori bányaudvar negyedkaréja. Az 1920-as évek folyamán merült ki. Az 1930-as évektől sportolási, részben pedig kulturális célra is használták. Előbb lőtér volt itt, majd 1935-től a rákosszentmihályi egyetemi és főiskolai hallgatók egyesületének tenisz-, és jégpályája, amit Schulek Károly községi bíró ligetesíttetett. Ekkortól szerpentin utak, sziklákkal kirakott oldalak, bokrokkal és fákkal díszített sétányok vették körül a területet. 1936-ban ezért róla nevezték el a ligetet. A 2000-es években már azonban csak a taxisok használták drosztnak a felső területet. A 2010-es években több hasznosítási lehetőség is felmerült, így lakóházakkal való beépítése, illetve egy közintézmény elhelyezésének gondolata is, ezeket még azonban a képviselőtestület elutasította. Ezt követően merül fel az az ötlet, hogy a téren egy szoborcsoportot állítsanak fel és környezetének kialakításával rendezzék a területet.
A Reformátorok tere alapkő-letételére 2017. július 4-én, az első ütemben megépített tér – sétáló utakkal, parkolókkal, a reformáció-emlékmű, a 17 méter magas kilátó és a 80 m2-es kávézó 30 m2-es terasszal – átadására október 29-én, az egyetemes reformáció 500. évfordulójának tiszteletére tartott „a reformáció emlékéve programsorozat” keretén belül került sor. A beruházás ezen része 336,5 millió forintból és a szoborcsoport költségéből (ami forgalmi értékét a készíttető alapítvány 81 millió forintban jelölte meg) valósult meg. Ez, a Sashalom utca melletti, keletre eső plató fekszik magasabban. Az egész területről kilátás nyílik a budai hegyek láncsora felé, jól felismerhetőek a vár kupolája, a Citadella, a János-hegy és a további hegycsúcsok. A parkterület intenzív zöldfelületeinek öntözéséről automata öntözőrendszer gondoskodik.
A lenti udvar körben zárt, kelet felől a bányafal, északra és délre rézsűk, nyugatról pedig a terület kimélyítéséből adódó 1-2 méteres szintkülönbség zárja. Ez, egy – a második ütemben elkészült – játszó- és közösségi térnek ad helyet. A játszóteret, illetve a hozzá szervesen kapcsolódó építményeket, parkolókat és a nézőteret –, 2019 őszén fejezték be, az ehhez szükséges 398 millió forintot majdnem teljes egészében, a 2018 nyarán megszavazott, 2019 évi költségvetésről szóló törvény biztosította.

### Reformáció park, Kertvárosi kilátó és kávézó
Építészeti tartalmi és formai elemek (első ütemben épült):
- Kilátótorony
- Kávézó pavilon
- Emlékmű

A terület kialakításának generáltervezője és építésze Emődi-Kiss Tamás, tájépítésze Andaházy László, a tartószerkezetek felelőse ifj. Szomorjai Ferenc volt. Az önkormányzattól egy parkban elhelyezett kilátó és különálló kávézó létesítésére érkezett felkérés, összhangban a különállóan elkészült emlékművel. A tervezési szakasz nagyjából egy évet, a kivitelezés pedig hat hónapot vett igénybe.
A kilátó és a pavilon színe utal Weöres Sándor A teljesség felé című versének „Egyetlen ismeret van, a többi csak toldás: Alattad a föld, fölötted az ég, benned a létra.” soraira. A fehér színhatás szimbolizálja az eget, míg a sötétebb, barnás árnyalatok a földet. A torony szerkezete acél és alumínium expandált lemez (ami egy tartósabb és flexibilisebb fém rácsháló).
…acél szerkezete utalás Weöres Sándor írására a föld és ég között kapcsolatot teremtő emberről, absztrakt megidézése a földből gyökerező és a felfelé törő természetnek, az igenlő életerőnek, a megújulásnak. Félkörben az öt kerületrész egy-egy facsoportja keretezi a zöld teret, ahol áll.

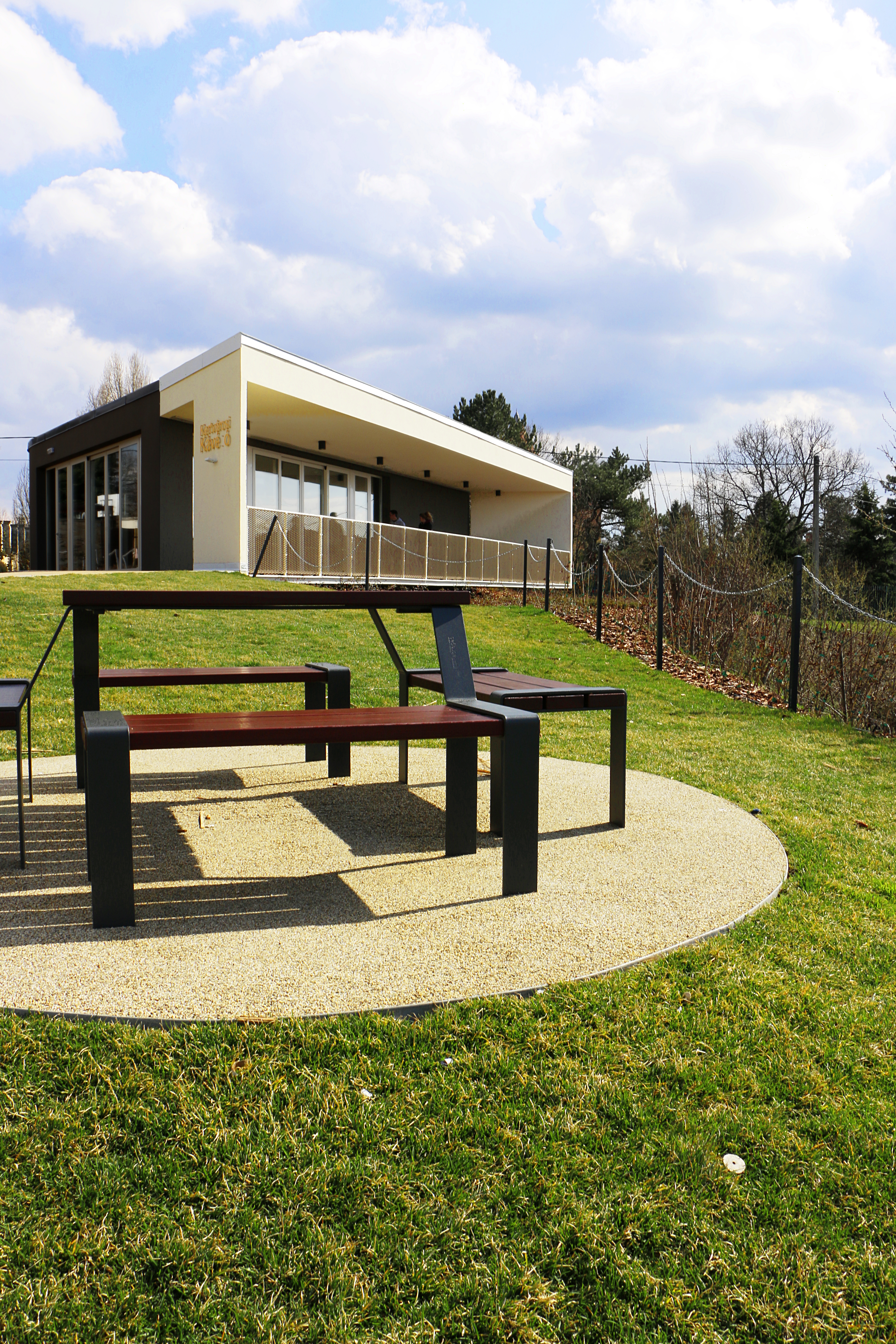
A Reformátorok tere kávézója a megnyitása előtt és pihenőpadok

A legfelső kilátószint magassága 17 méter, tengerszint feletti magassága 165 méter, amihez 100 lépcsőfok vezet. A lépcsők, a növényzet és a házaktól való távolságának kialakítása miatt az alsóbb kilátószintekről a Sashalom utca felé és északra a kilátás lefelé erősen korlátozott. A legfelső szint alatt egy fedett kilátószint is létesült. Mindkét szinten ülőalkalmatosságok találhatóak. A kilátóból körpanoráma nyílik a Budai-hegységre, a hegyekig futó medencében elterülő városra és házak tetejére. A mellvéden végigfut egy panorámafotó ami megmutatja, hogy adott irányba nézve milyen nevezetességek láthatók a távolban. Az építmény tiszta időben a Duna másik oldaláról jól kivehető.
A kilátó ingyenesen látogatható. Maximálisan 100 fő tartózkodhat rajta. Mozgáskorlátozottak nem tudják igénybe venni. Nyitvatartási ideje: hétfőtől péntekig 7:30–19:30 között, hétvégén 7:30–21:30-ig. Fagyos, erősen szeles időben zárva tart.
A park túlsó felén elhelyezett, a város és a hegyek felé néző konzolos terasszal és nagy ablakokkal bíró épület egyik különlegessége, hogy a belső falak füvekből, növényi részekből álló úgynevezett zöld burkolatot kaptak. A kávézó Bauhausos és ívelt háromszögformát mutat, ahogyan a parkot is a hármas szám uralja. A három építmény uralta teret tagoló járdák lekerekített végű háromszögeket alkotnak, a kilátó szerkezetében is felfedezhető ez az alakzat, illetve a szobrokból is három van.

#### Reformáció-emlékmű
A szoborállítás kezdeményezője Szatmáry Kristóf országgyűlési képviselő volt, aki ennek céljára 2016-ban megalapította a Reformáció 500. évfordulójának méltó megünnepléséért Alapítványt, mely megszerezte az emlékmű állításhoz szükséges pénzeszközt, illetve annak elkészíttetésének teljes feladata és felelőssége is az alapítványt terhelte.
Békétlenség helyett nyugalmat, gyűlölködés helyett szeretetet, a jövőtől való félelem helyett az Istenbe vetett bizalmat szeretném közvetíteni szobraimmal. Remélem, hogy a Reformátorok tere olyan szakrális hellyé válik, ahol az életünkre rátelepedő világ zaját hátrahagyva kicsit megpihenhetünk, és a minket körülölelő csendben számot vethetünk, megszépülhet a lelkünk.

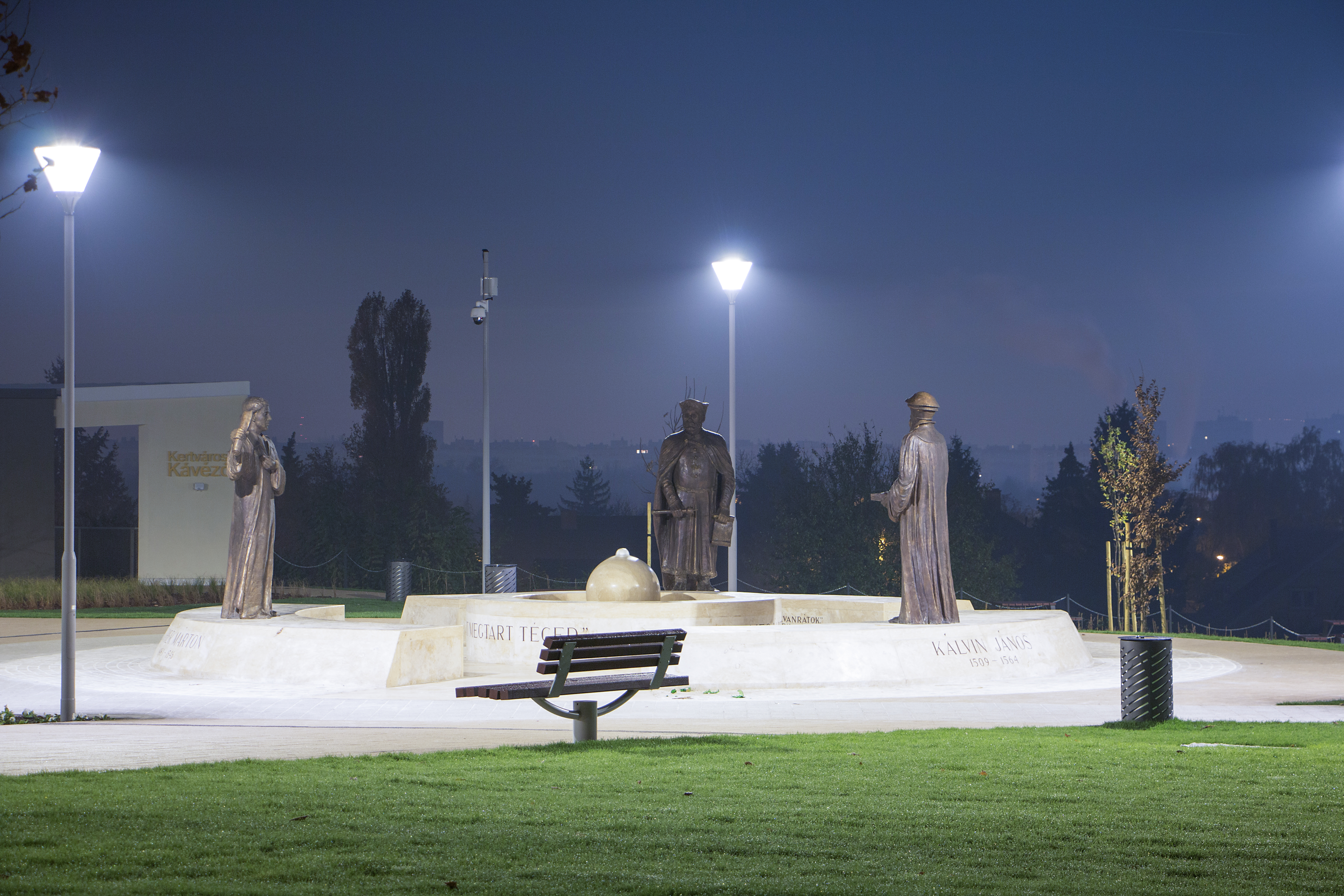
Az emlékmű 2017 novemberében

R. Törley Mária szobrászművész alkotása Kálvin Jánost, Luther Mártont és Bocskai Istvánt ábrázolja, közepén pedig egy 3 méter ármérőjű kút található, ami a magyar kulturális és történelmi gyökerek tiszteletben tartását, valamint a folyamatos megújulás szükségességét szimbolizálja.
A bronz szobrok körcikkely formájú posztamensei és a kút kávája padokként is funkcionálnak. Az utóbbit Ruszina László ötletére tervezte a szoborcsoport közepére. A víz, a forrás, mint az Isten szimbóluma, egy a földet jelképező gömbön folyik alá, arra hívva fel a figyelmet, hogy az Isten megtisztítja a földet.
A szobrok talapzatainak külső oldalain a reformátorok nevei, a belső részeken pedig olyan, a reformáció üzenetét hordozó idézetek olvashatók, amelyek azokhoz is szólnak, akik nem járnak templomba. „Tartsd meg a hitet, újítsd meg és erősítsd meg a hitet, és akkor ez a hit megtart téged.” olvasható középen. A fiatal Luthert a reformáció indulásának idején ábrázolta a szobrászművész, miközben a 95 tételt jelképező tekercset emeli az ég felé, lábánál Jézus szavai láthatóak János evangéliumából: „aki abból a vízből iszik, amelyet én adok neki, soha többé meg nem szomjazik, mert örök életre buzgó víz forrásává lesz benne.” A szikár Kálvin Bibliát tart kezében, posztamense zsoltárverset idéz: „Gyönyörködj az Úrban, és megadja szíved kéréseit!” A sallangmentesség fontossága mellett tanításában ő is kiemelte a Szentírás anyanyelvű olvasását. A magyarságára büszke Bocskai István egész alakos szobra alatt Péter első leveléből származó reményt adó gondolat található: „Minden gondotokat hagyjátok az Úrra, mert neki gondja van rátok.” Alakja a magyar nemzeti büszkeség és – a többek között az ő nevéhez is kötődő – vallásszabadság megtestesítője. A három férfi egymáshoz is kapcsolódik, horizontálisan és vertikálisan is: Luther feltartja a tekercset, Kálvin közepes magasságban tartja a Bibliát, Bocskai pedig lent fogja a bécsi békeszerződést, ugyanakkor mindhármójuk a kúthoz, azaz Istenhez kötődik, és ebben válnak eggyé.

### Játszópark

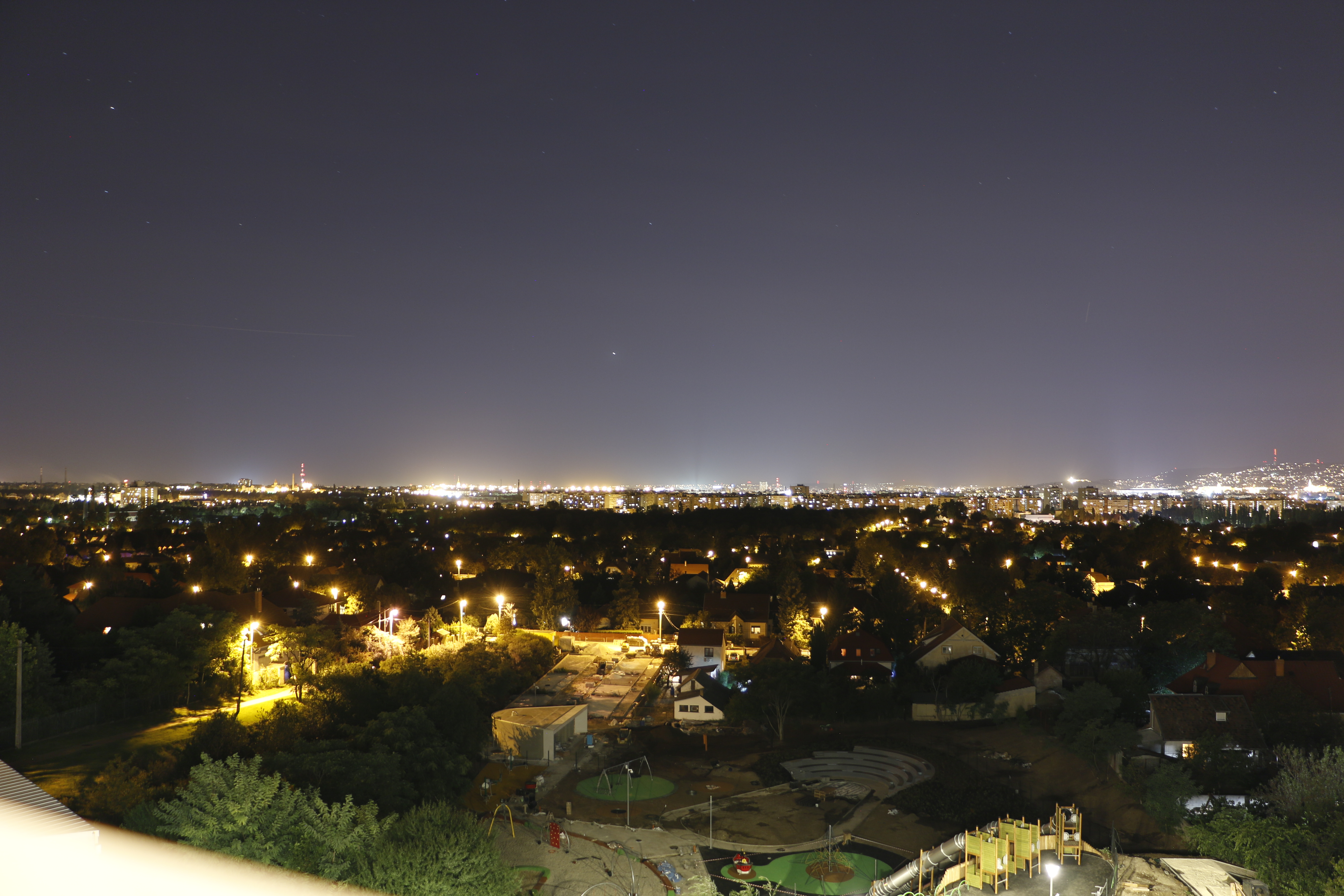
Esti kilátás a készülő játszóparkkal 2019 szeptemberében

Építészeti tartalmi és formai elemek (második ütemben épült) – a játszóteret kerítés veszi körbe:
- Görög színház lelátó pódiummal
- Csőcsúszdák, amik mellett kapaszkodópálya és lépcsősor vezet fel a csúszdák induló állásaihoz
- Első pihenő szintnél kisebb nyitott csúszda
- Nagyobb homokos felületen: kötélcsúszó, előbbi végállomásától az indulóállomásáig vezető akadálypálya és egy kis homokozó, a területet öntött gumi felületű szegély veszi körbe
- Kötélpiramis és egy rugós hajó
- Szabad füves terek
- Két trambulin
- Dupla fészekhinta
- Fitnesz eszközök
- Park pavilon

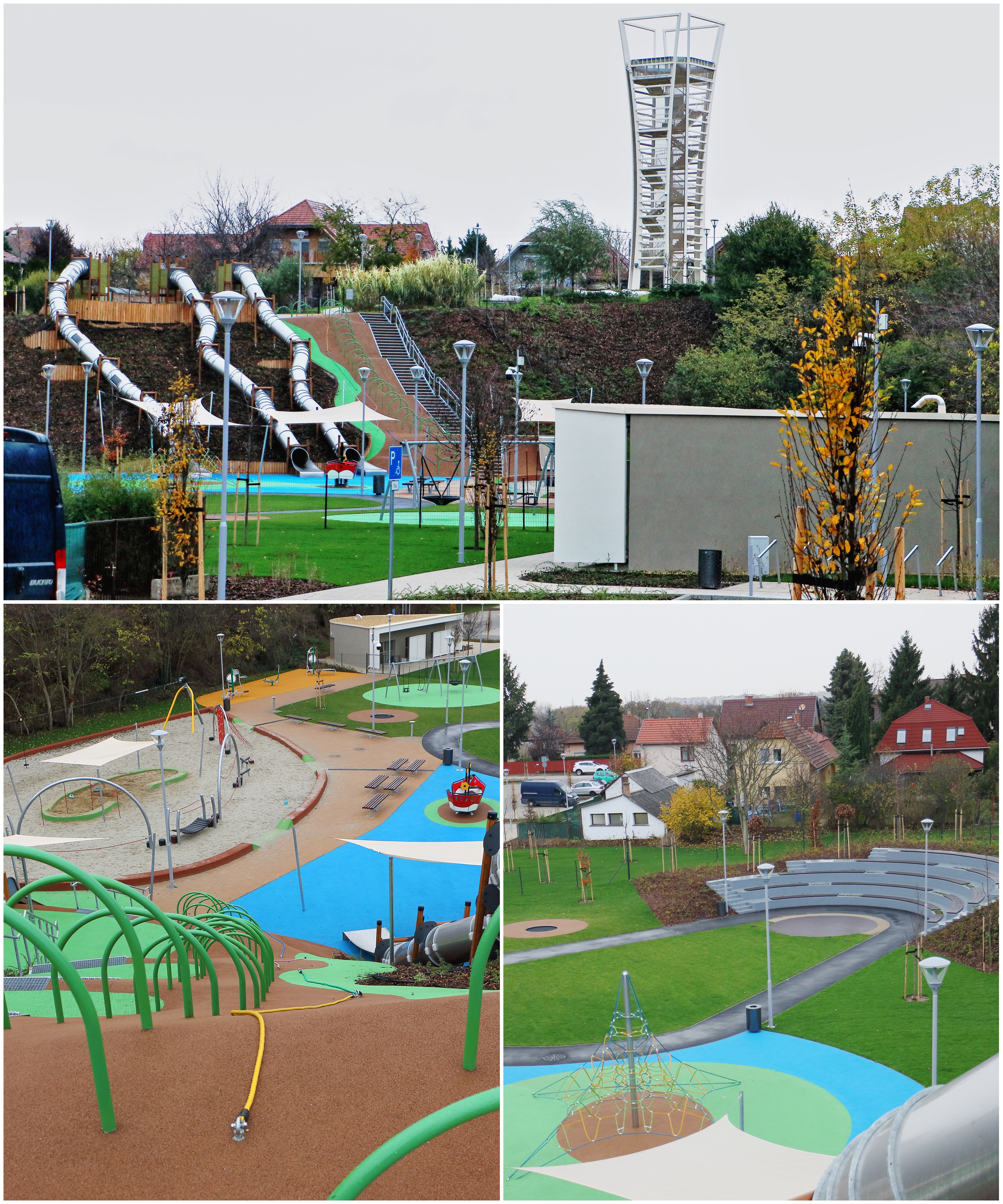
Játszópark esőben, 2019 november

A tér katlan formájú, nagyrészt alacsonyabban fekvő területén körbekerített, parkosított játszótér és csúszdapark épült. Ebben három nagyobb 21–23 méter hosszú, egy kisebb nyitott csúszda mellett mászó rézsű, illetve egy 11 és egy 14 méteres akadálypálya, mászóháló és két szabadtéri trambulin, rugós játékok, hinták, ivókutak, két kombinált funkciójú fitnesz eszköz, továbbá egy 52 négyzetméteres kiszolgáló épület, nyilvános mosdó és sporteszköz kölcsönző, kis pódium és a földrézsűbe illeszkedő szabadtéri görög nézőtér található. A játszóparkot egy a kilátó felőli bejáraton is meg lehet közlekedni. A Rákóczi út felől további parkolóhelyeket és kerékpártárolót alakítottak ki. Megnyitására 2019. október 11-én került sor. Másnap azonban az óriás csőcsúszdák közül balesetveszély miatt lezártak kettőt további felülvizsgálat, a kivitelező és TÜV minősítők újbóli ellenőrzése miatt – a többi eszköz és a terület e közben is látogatható maradt. A tervező és a forgalmazó elmondása alapján ezek olyan fejlesztő játékok, melyeknél a helyes technika elsajátításáig kisebb balesetek előfordulhatnak. Mégis, hogy nagyobb biztonsággal lehessen csúszni, polgármesteri kérésre a két gyorsabb lecsúszópályát lassították. A munkálatokat, majd újabb üzemminősítést és próbaüzemet követően október 24-étől a park csőcsúszdái is ismét használhatók lettek, amik helyes használatát a parkban kihelyezett tájékoztató táblák jelzik. Ezután került a sajtókba, hogy még az első átadást követően Tényi István bejelentést tett a Budapesti Rendőr-főkapitányságnál a gyerekeket ért könnyebb és súlyosabb sérülések miatt, ennek okán nyomozás indult. 2020. március 3-án a csúszdák újabb átépítése kezdődött el, mely során a hosszuk megnövelésével (kanyargósabbá tételükkel) az esésük csökkenését érik el, az éles vagy a kis ívű kanyarokat pedig szélesebb vagy nagyobb rádiuszú kanyarokra cserélik. Az így még lassúbbá és komfortosabbá váló játszótéri eszközök átalakítási költségeit – mindkét változtatás alkalmával – a kivitelező, a tervező és a forgalmazó cég vállalta.

## Érdekességek
A Reformátorok tere több látványosság mellett bekerült Bartos Erika Brúnó Budapesten sorozatának 2019 áprilisában megjelent negyedik kötetébe, a Pest fényei lépésről lépésre címűbe – amelyben Pest külső részeit mutatja be mesében és rajzokon. Májusban megjelentek a 335 (kertvárosi kilátó) és 336-os (Reformátorok tere) sorszámmal ellátott turista érmek a térről – az 1997 óta megjelenő cseh kezdeményezés fából faragott korongokon jeleníti meg az arra érdemes idegenforgalmi látványosságokat.